# Brada mammillata
Brada mammillata är en ringmaskart som beskrevs av Grube 1877. Brada mammillata ingår i släktet Brada och familjen Flabelligeridae. Inga underarter finns listade i Catalogue of Life.